# Emigrate (album)
Pour le groupe, voir Emigrate.
Singles
Emigrate est le premier album du groupe de metal éponyme, Emigrate.
Le groupe fait d'abord découvrir quelques titres sur le site officiel d'Emigrate sur Internet afin que les internautes puissent voter, à partir du site web de Rammstein, pour leur titre préféré. Trois titres sont mis au vote : My World, Babe et Temptation. My World est choisi par les internautes. Les chansons sélectionnées se trouvent sur leur premier album homonyme, disponible depuis le 31 août 2007 en Allemagne, le 3 septembre 2007 en France, le 15 octobre 2007 en Grande-Bretagne et le 29 janvier 2008 pour les États-Unis.

## Liste des titres
1. Emigrate - 4 min 7 s
2. Wake Up (disponible sur internet) - 3 min 33 s
3. My World (disponible sur internet) - 4 min 17 s
4. Let Me Break - 3 min 35 s
5. In My Tears - 4 min 34 s
6. Babe - 4 min 28 s
7. New York City (disponible sur internet) - 3 min 40 s
8. Resolution - 3 min 42 s
9. Temptation - 4 min 14 s
10. This Is What - 4 min 38 s
11. You Can't Get Enough - 3 min 57 s
12. Blood (uniquement sur l'édition limitée)
13. Help me (uniquement sur l'édition limitée)